# Chagrin d'amour (groupe)
Pour les articles homonymes, voir Chagrin d'amour.
Chagrin d'amour est un groupe de pop franco-américain. Il fut actif dans les années 1980, et était composé de Grégory Ken et Valli. Il est surtout connu pour son succès de l'année 1981, Chacun fait (c'qui lui plaît).

## Biographie
Valli, d'origine américaine et ancienne New-Yorkaise, emménage en France en 1981. Elle explique que, folle amoureuse, elle s'était mariée en secret avec un citoyen français, avant sa rencontre avec Grégory Ken. Dès lors, tous les deux formeront Chagrin d’amour.
En 1981, Chagrin d'amour sort le single Chacun fait (c'qui lui plaît) / Chacun fait (dub), qui devient son succès, avec 3 millions d'exemplaires vendus,. Chacun fait (c'qui lui plaît) est considéré comme le premier morceau de rap français,. Les rimes simples et les techniques rap de Chagrin d'amour ont d'ailleurs mené une partie de leurs fans à s'intéresser au genre hip-hop. Chacun fait (c'qui lui plaît) a été écrit par Philippe Bourgoin et modifié par Gérard Presgurvic : c'est le texte de Gérard Presgurvic qui est paru car trop de mots « grossiers » se trouvaient dans la première version. Après sa sortie, le single fait l'objet d'une adaptation par le chanteur italien Pino D'Angiò sous le titre Una notte maledetta (1983). Il fait aussi l'objet d'une reprise par le chanteur Yannick sous le titre Vas-y fais, c'qu'il te plaît (2000). Ce même morceau a été parodié en 1982 par Les Charlots sous le titre Chagrin d'labour. Luis Rego reprendra quelques mots du texte du single : « 5 heures du mat', j'ai des frissons ». Le single ressort au format vinyle) en 2019.
Gregory Ken meurt en 1996 à Paris, des suites d'un cancer, à l'âge de 49 ans. Jusqu'en 1991, il a été la voix off des bandes-annonces de Canal+.
En mars 2019, Valli fait rééditer le premier album de Chagrin d'amour. « Aujourd'hui, c'est un album collector, parfois je demande aux disquaires de me le trouver et je rachète des albums parce que je n'en ai que trois ou quatre », explique-t-elle au Magazine Nova.

## Discographie

### Albums studio
- 1982 : Chagrin d'amour (réédité en CD en 2001 et 2019 au label Because Music ; en CD/DVD en 2006)
- 1984 : Mon bob et moi (réédité en CD en 2018 (Because Music)

### Singles
- 1981 : Chacun fait (c'qui lui plaît) / Chacun fait (dub)
- 1982 : Bonjour (v'là les nouvelles) / Au paradis
- 1984 : Monte-Carlo / La reine du sexe (instrumental)
- 1984 : Papa Scratch / C'est l'été yéyé

### Compilation
- 2011 : Collection Référence 80

### Singles solo
- The More I See You / The More I See You (instrumental) (Valli)
- Place de la Madeleine / Baby Baby (Valli)
- Voilà la nouvelle / Je te cherche partout (Valli)
- Light My Fire / Here's the News (Valli)
- Pour$uite / Pour$uite (instrumental) (Grégory Ken)
- Prête-moi ton amour / La Cuenta (Grégory Ken)